# Andrew Martin (Autor)

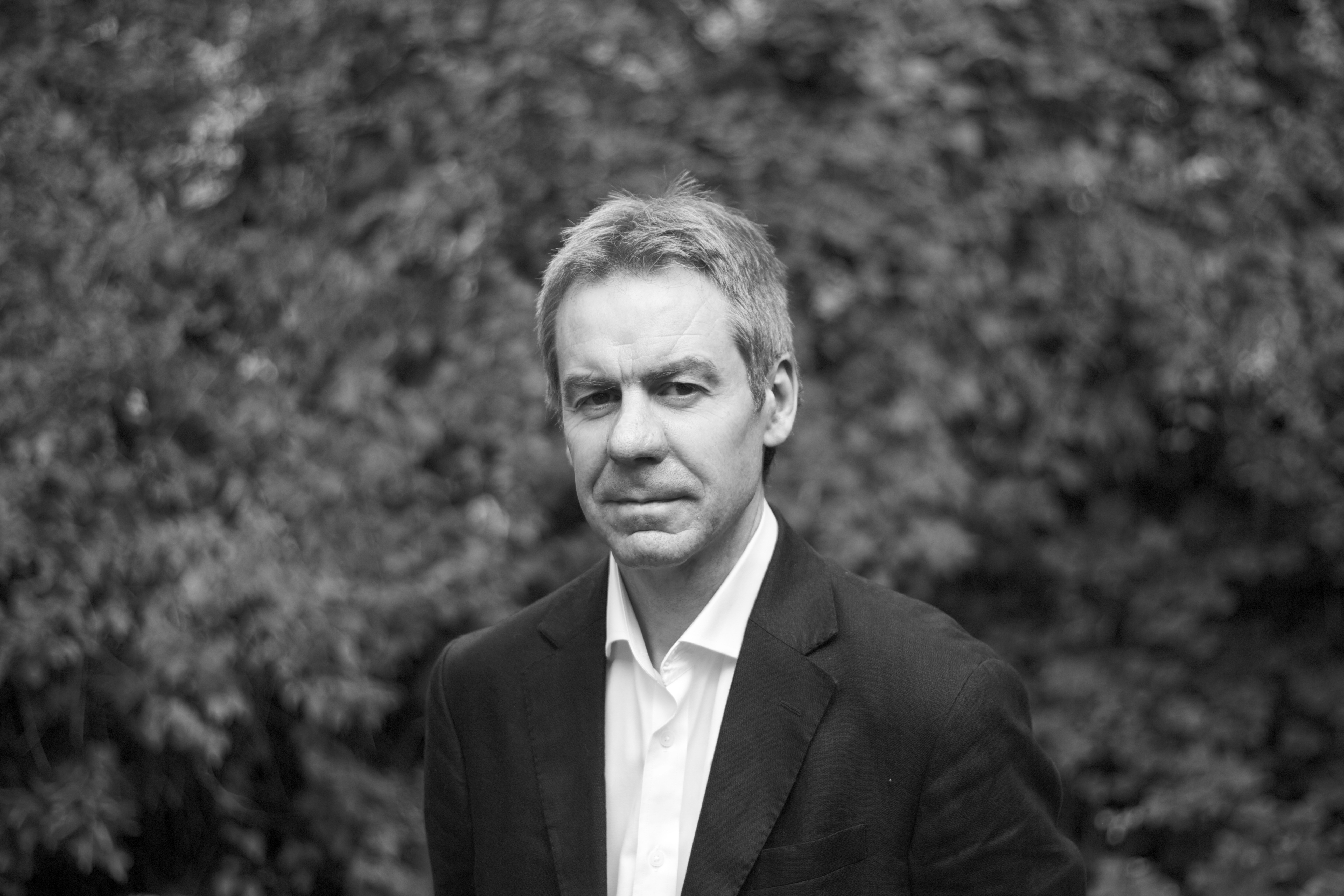
Andrew Martin (2015)

Andrew John Martin (geboren  6. Juli 1962 in York) ist ein britischer Schriftsteller.

## Leben
Andrew Martin studierte Rechtswissenschaft am Merton College in Oxford und legte die Prüfung zum Barrister ab. Er arbeitet seither als freier Journalist und Schriftsteller. Martin schreibt unter anderem für die Financial Times.
Martins erstes Buch war Bilton, eine Satire über seine Erfahrungen im Journalismus. Mit The Bobby Dazzlers nahm er Land und Leute des Norden Englands aufs satirische Korn. Martin schrieb eine Serie von Kriminalromanen um den Eisenbahnpolizisten Jim Stringer in Nordengland in der Zeit vor dem Ersten Weltkrieg. Zu seinen Sachbüchern gehört der Titel How to Get Things Really Flat: A Man’s Guide to Ironing, Dusting and Other Household Arts und eine Reportage über eine Flucht von Briten vor den Japanern in der Zeit des Zweiten Weltkriegs in der britischen Kolonie Burma per Elefant.
Martin arbeitet auch für das Radio und das Fernsehen.
Martin lebt mit seiner Familie in Nord-London.

## Politische Einstellungen
Im Oktober 2024 gehörte Martin zu den Unterzeichnern eines Aufrufs zum Boykott israelischer Kulturinstitutionen, „die an der überwältigenden Unterdrückung der Palästinenser mitschuldig sind oder diese stillschweigend beobachtet haben“.

## Werke
- Bilton. London: Faber & Faber, 1998
- The Bobby Dazzlers. London: Faber & Faber, 2002
- The Yellow Diamant. London: Faber & Faber, 2015

Jim Stringer
- The Necropolis Railway. London: Faber & Faber, 2002
- The Blackpool Highflyer. London: Faber & Faber, 2005
- The Lost Luggage Porter. London: Faber & Faber, 2007
- Murder at Deviation Junction. London: Faber & Faber
- Death on a Branch Line. London: Faber & Faber, 2008
- The Last Train to Scarborough. London: Faber & Faber
- The Somme Stations. London: Faber & Faber, 2011
- The Baghdad Railway Club. London: Faber & Faber, 2012
- Night Train to Jamalpur. London: Faber & Faber, 2014

Sachbücher
- How to Get Things Really Flat: A Man’s Guide to Ironing, Dusting and Other Household Arts.  London: Short Books, 2008
- Ghoul Britannia, Notes on a Haunted Island.  London: Short Books, 2009
- Underground, Overground: A Passenger’s History of the Tube. London: Profile Books, 2012
- Flight by Elephant, World War II’s most Daring Jungle Mission. Oxford: Isis, 2013